# Tajay Gayle
Tajay Gayle, född 2 augusti 1996, är en jamaicansk längdhoppare.
Gayle slutade på fjärde plats vid Samväldesspelen 2018 och tog silver vid NACAC Championships 2018. Vid VM 2019 i Doha tog Gayle guld med ett hopp på 8,69 meter.